# Szenkár Nándor
Szenkár Nándor, névváltozata Singer Feibisch Nechemja (Sinkowitz (Kamjanec-Pogyilszkij mellett), 1857. – Budapest, 1927. augusztus 12.) magyar zeneszerző, karmester.

## Élete
Szenkár Mandel és Schendel Basche fia. Tanulmányait a Zeneakadémián végezte, ahol Koessler János tanítványa volt és mint növendék elnyerte a Liszt-alapítvány ösztöndíját. 1887. október 1-től a Magyar Királyi Operaház karénekese lett, később helyettes karigazgatója. Harmincöt évig volt a Rumbach utcai zsinagóga karnagya. Ezt követően a Dohány utcai zsinagóga kórusát dirigálta, majd az egykor a Városligeti fasorban álló fiúárvaház zsinagógájának énekkarát vezette és oktatott is. Szerzeményeit többször előadták a filharmonikusok, s ünnepi indulóját az Operaház is bemutatta. Értékes hagyatékában két opera, egy balett, több kamara- kompozíció és nagyszámú egyházi szerzemény maradt. Halálát szívbénulás okozta.

## Magánélete
Házastársa Rothenstreich Ráchel (1862–1935) volt.
Gyermekei
- Szenkár Zsófia (1889–1890)
- Szenkár Jenő (1891–1977) karmester, zeneszerző.
- Szenkár Sarolta (1893–?) zongoraművész. 1919-ben Simsi Jakab felesége lett.
- Szenkár Dezső (1894–1962) karmester, zeneszerző.
- Szenkár Mihály (1896–?) karmester, zeneszerző, főzeneigazgató.

## Művei
- Eszter - opera